# 26 март
26 март е 85-ият ден в годината според григорианския календар (86-и през високосна година). Остават 280 дни до края на годината.

## Събития
- 1812 г. – Земетресение разрушава Каракас, Венецуела.
- 1828 г. – Австрийският композитор Франц Шуберт изнася единствения си публичен концерт.
- 1841 г. – Българският духовник Неофит Бозвели е заточен в Света гора.
- 1899 г. – В Москва е пуснат в действие първият трамвай.
- 1908 г. – На Остров Принц Едуард (Канада) са забранени всички автомобили. Забраната по-късно е премахната.
- 1913 г. – Балканска война: Обсада на Одрин: Втора българска армия превзема Одрин.
- 1924 г. – Основан е бразилският футболен клуб Атлетико Паранаензе.
- 1934 г. – Националният отбор по футбол на България за пръв път участва в световна квалификация и губи в София от Унгария с 1:4.
- 1934 г. – В Обединеното кралство е въведен шофьорски курс.
- 1936 г. – Основан е украинският футболен клуб Черноморец Одеса.
- 1942 г. – Втора световна война: В нацисткия концлагер Аушвиц в окупирана Полша се затварят първите жени затворнички.
- 1948 г. – Публикуван е първият Закон за прокуратурата в България.
- 1950 г. – В София е проведен първият мач от българския турнир по аматьорски бокс „Странджа“.
- 1969 г. – В Космоса е пуснат първият съветски метеорологичен спътник.
- 1975 г. – В сила влиза Конвенцията за забрана на разработването, производството и натрупването на запаси от биологично оръжие и токсини, и за тяхното унищожаване.
- 1992 г. – Американският боксьор Майк Тайсън е осъден на десет години затвор за изнасилване.
- 1995 г. – Влиза в сила Шенгенският договор.
- 1996 г. – Международният валутен фонд одобрява заем на Русия на стойност 10,2 милиарда щатски долара.
- 1999 г. – Компютърният червей „Мелиса“ започва да заразява електронните пощи през интернет.
- 2000 г. – На президентските избори в Русия за президент на страната е избран Владимир Путин.
- 2000 г. – Подписана е Декларация между правителствата на България и Румъния за изграждането на мост Видин-Калафат на река Дунав.
- 2006 г. – В Шотландия влиза в сила забрана за тютюнопушене на публични места.

## Родени
- 1753 г. – Бенджамин Томпсън, британски физик († 1814 г.)
- 1821 г. – Ернст Енгел, немски специалист по статистика († 1896 г.)
- 1868 г. – Фуад I, крал на Египет († 1936 г.)
- 1874 г. – Робърт Фрост, американски поет († 1963 г.)
- 1876 г. – Вилхелм фон Вид, княз на Албания († 1945 г.)
- 1899 г. – Асен Камбуров, български актьор († 1958 г.)
- 1904 г. – Джоузеф Камбъл, американски митолог († 1987 г.)
- 1905 г. – Виктор Франкъл, австрийски психиатър († 1997 г.)
- 1911 г. – Тенеси Уилямс, американски драматург († 1983 г.)
- 1912 г. – Христо Бояджиев, български художник († 2001 г.)
- 1913 г. – Пал Ердьош, унгарски математик († 1996 г.)
- 1916 г. —
  - Кристиан Анфинсен, американски химик, Нобелов лауреат († 1995 г.)
  - Стърлинг Хейдън, американски актьор († 1986 г.)
- 1917 г. – Георги Авгарски, български писател († 1991 г.)
- 1918 г. – Анди Хамилтън, британски музикант († 2012 г.)
- 1925 г. – Пиер Булез, френски композитор и диригент († 2016 г.)
- 1926 г. – Лино Алдани, италиански писател († 2009 г.)
- 1934 г. – Алън Аркин, американски актьор († 2023 г.)
- 1935 г. – Махмуд Абас, палестински политик
- 1937 г. – Ахмед Курей, палестински политик († 2023 г.)
- 1938 г. – Антъни Легет, британски и американски физик, Нобелов лауреат
- 1939 г. – Андрей Пантев, български историк, академик
- 1940 г. – Джеймс Каан, американски актьор († 2022 г.)
- 1940 г. – Нанси Пелоси, американски политик
- 1941 г. –
  - Ричард Докинс, британски биолог
  - Лела Ломбарди, италианска автомобилна състезателка († 1992 г.)
- 1944 г. – Даяна Рос, американска певица
- 1946 г. – Симеон Симеонов, български футболист († 2000 г.)
- 1948 г. – Стивън Тайлър, американски музикант („Аеросмит“)
- 1949 г. – Патрик Зюскинд, немски писател
- 1951 г. – Карл Уиман, американски физик, Нобелов лауреат през 2001 г.
- 1953 г. – Ернст-Вилхелм Хендлер, немски писател
- 1958 г. – Добромир Карамаринов, български лекоатлет
- 1958 г. – Елио де Анджелис, италиански автомобилен състезател († 1986 г.)
- 1967 г. – Иван Искров, български икономист и политик
- 1970 г. – Александър Гарибов, председател на УС на ПФК ЦСКА (София)
- 1974 г. – Андроника Мартонова, български изкуствовед, културолог и специалист в киното на Азия[1]
- 1975 г. – Антон Спасов, български футболист
- 1976 г. – Нургюл Йешилчай, турска актриса
- 1977 г. – Стив Августин, американски барабанист (Thousand Foot Krutch и FM Static)
- 1985 г. – Кийра Найтли, английска актриса

## Починали
- 900 г. – Йоан IX, римски папа
- 1827 г. – Лудвиг ван Бетховен, немски композитор (* 1770 г.)
- 1838 г. – Уилям Хенри Ашли, американски пътешественик (* 1778 г.)
- 1839 г. – Юрий Венелин, украински славист (* 1802 г.)
- 1892 г. – Уолт Уитман, американски поет (* 1819 г.)
- 1902 г. – Сесил Роудс, британски бизнесмен, минен магнат и политик (* 1853 г.)
- 1902 г. – Иван Савов, български революционер (* 1870 г.)
- 1920 г. – Самюъл Колман, американски художник (* 1832 г.)
- 1923 г. – Сара Бернар, френска актриса (* 1884 г.)
- 1925 г. – Яко Доросиев, български комунист (* 1890 г.)
- 1938 г. – Кирил Шиваров, скулптор (* 1887 г.)
- 1940 г. – Дан Колов, български борец (* 1892 г.)
- 1945 г. – Борис Шапошников, съветски маршал (* 1882 г.)
- 1945 г. – Дейвид Лойд Джордж, английски политик (* 1863 г.)
- 1947 г. – Карол Сверчевски, полски политик (* 1897 г.)
- 1959 г. – Реймънд Чандлър, американски писател (* 1888 г.)
- 1976 г. – Цанко Кильовски, български офицер (* 1919 г.)
- 1987 г. – Ойген Йохум, немски диригент (* 1902 г.)
- 1995 г. – Ийзи-И, истинско име Ерик Лин Райт, американски рапър (* 1963 г.)
- 1999 г. – Ананда Шанкар, бенгалски музикант (* 1942 г.)
- 2004 г. – Рачко Ябанджиев, български артист (* 1920 г.)
- 2007 г. – Борис Димовски, български художник (* 1925 г.)
- 2010 г. – Никола Рударов, български актьор (* 1927 г.)
- 2013 г. – Николай Сорокин, съветско-руски театрален и киноактьор и режисьор (* 1952 г.)
- 2018 г. – Николай Кауфман, български музиковед (* 1925 г.)
- 2020 г. – Симеон Щерев, български музикант (* 1943 г.)

## Празници
- Източноправославна църква – Събор на архангел Гавраил (Именници: Гавраил, Гаврил, Габриел, Габриела)
- Световен ден за осведомяване хората за епилепсията – Ден на лилавото (Purple day)
- Бангладеш – Ден на независимостта (от Пакистан, 1971 г., национален празник)
- България – Ден на Тракия
- България – Празник на командване „Оперативни сили“
- България – Боен празник на 8-и Беломорски, 10-и Родопски, 12-и Балкански, 23-ти Шипченски, 30-и Шейновски, 38-и Одрински и 39-и Солунски пехотни полкове
- Великобритания – Ден на майката (Mother's Day)
- Виетнам – Ден на младежа
- Зороастризъм – Рожден ден на пророка Зороастър
- Украйна – Ден на войските на МВР